# Beholder 3
Beholder 3 — компьютерная стратегическая игра, разработанная немецкой студией Paintbucket Games и изданная Alawar Entertainment. Релиз состоялся 3 марта 2022 года. Это третья игра в серии Beholder.
Игра, в отличие от первых двух частей, стала более открытой, стали возможны перемещения по различным локациям, таким как метро, министерство и прочим.

## Сюжет
Действие игры происходит спустя 4 года после событий второй части в городе Велвож. Главный герой Фрэнк Шварц вынужден стать тайным правительственным информатором, выдавая все секреты жильцов дома, который он обслуживает.

## Отзывы критиков
| Сводный рейтинг       | Сводный рейтинг |
| Агрегатор             | Оценка          |
| --------------------- | --------------- |
| Metacritic            | 67/100          |
| OpenCritic            | 68/100          |
| «Критиканство»        | 50/100          |
| Иноязычные издания    |                 |
| Издание               | Оценка          |
| Jeuxvideo.com         | 13/20           |
| Русскоязычные издания |                 |
| Издание               | Оценка          |
| Riot Pixels           | 60 %            |
| StopGame.ru           | «Проходняк»     |
| «Игромания»           | 2/10            |
| «Игры Mail.ru»        | 6/10            |

Игра получила смешанные отзывы, согласно агрегатору рецензий Metacritic.